# Puntianai
Puntianai is een bestuurslaag in het regentschap Indragiri Hulu van de provincie Riau, Indonesië. Puntianai telt 608 inwoners (volkstelling 2010).